# Вальтер Кох

Нагородження Гітлером німецьких десантників-переможців захоплення форту Ебен Емаель. Адольф Гітлер вручає Лицарські хрести Залізного хреста офіцерам-десантникам, що відзначилися під час операції із захоплення форту Ебен Емаель. Зліва направо: гауптман Вальтер Кох, оберлейтенант Рудольф Вітціг, оберлейтенант Густав Альтманн, оберлейтенант Вальтер Кісс, оберлейтенант Отто Цірах, лейтенант Йоахім Майсснер, лейтенант Егон Деліка, майор медичної служби Рольф Єгер і лейтенант Гельмут Рінглер. 16 травня 1940 року

Вальтер Кох (нім. Walter Koch; 10 вересня 1910, Бонн — 23 жовтня 1943, Берлін) — німецький офіцер, оберстлейтенант повітрянодесантних військ Німеччини в роки Другої світової війни 1939–1945. Відзначився під час битви за форт Ебен Емаель. Кавалер Лицарського хреста (1940). За офіційною версією загинув у наслідок автомобільної аварії від отриманих травм. Водночас, існує версія, що був ліквідований спецпідрозділом RSHA через публічне засудження наказу фюрера про страту ворожих диверсантів і парашутистів, захоплених у полон, так званого Kommandobefehl.

## Біографія
Військова кар'єра
- 3 квітня 1929 — лейтенант
- ? — оберлейтенант
- 20 квітня 1938 — гауптман
- травень 1941 — майор
- 20 квітня 1942 — оберстлейтенант

Вальтер Кох народився 10 вересня 1910 у Рейнській провінції Німецької імперії в місті Бонн. 3 квітня 1929 поступив на службу офіцером земельної поліції. Проходив службу лейтенантом у спеціальному батальйоні поліції (нім. Polizeiabteilung z.b.V. Wecke). У 1935 Головнокомандувач Люфтваффе Г.Герінг перевів цей підрозділ спецпризначення до складу військово-повітряних сил Третього Рейху з одночасним перейменуванням на полк «Генерал Герінг».
20 квітня 1938 Кох отримав чергове звання гауптмана.
Восени 1939, у зв'язку з підготовкою Вермахту до вторгнення у Західну Європу, був призначений генералом К.Штудентом командиром окремого штурмового загону, який згодом отримав їм'я свого керманича (нім. Fallschirmjäger-Sturm-Abteilung "Koch"). Цей загін призначався для виконання надзвичайно таємного завдання із захоплення бельгійського форту Ебен Емаель та трьох мостів, що вели з Німеччини вглиб Бельгії. В.Кох особисто відібрав 10 офіцерів та 427 фельдфебелів й солдатів, у тому числі 42 планеристів до складу свого формування з 1-го батальйону 1-го повітряного полку (l/FJR 1). З добровольців інженерної роти був набраний спеціальний штурмовий взвод підривників під командуванням обер-лейтенанта Рудольфа Вітціга, на який покладалося найважливіше завдання виведення з ладу укріплень форту.
3 листопада 1939 за умови абсолютної секретності штурмовий загін Коха розпочав підготовку на спеціальному тренувального центрі у Гільдесгаймі, неподалік від Ганновера. Через виключну таємність підготовки загону, він спочатку іменувався, як експериментальний підрозділ Фрідріхсгафена, назва частини періодично змінювалася.
10 травня 1940 з початком вторгнення Вермахту штурмовий загін Коха здійснив висадку планерами DFS 230 на даху форту та одночасно розпочав захоплення 3 мостів через канал Альберта та річку Маас, із завданням захопити та утримати від подальших контратак бельгійської армії ці важливі об'єкти до підходу передових загонів 6-ї польової армії генерала В. фон Райхенау. Підрозділ Коха успішно виконав завдання, форт Ебен Емаель був виведений німецькими парашутистами зі строю протягом 30 хвилин. Мости Вельдвезельтський і Вренховенський також були вдало захоплені. Й хоча Каннський міст був піднятий у повітря бельгійськими захисниками, загальна задача була виконана. Наслідком десантної операції стало те, що німецькі танки і мотопіхота прорвалися до відкритого французького кордону.
За успішне керівництво штурмом бельгійської фортеці та мостів гауптман Вальтер Кох, разом з ще десятьма офіцерами Вермахту, був нагороджений вищою військовою нагородою — Лицарським хрестом Залізного хреста, яку йому особисто вручив А.Гітлер.
У травні 1941 В.Кох отримав чергове звання майор й прийняв під своє командування I-й парашутний батальйон окремого десантно-штурмового полку генерал-майора О.Майнделя, на чолі якого взяв участь в операції «Меркурій». Батальйон Коха був у числі першої хвилі німецьких парашутистів, що висадилася на грецький острів Крит 53 планерами DFS 230. Основним завдання майора Коха було захоплення важливого населеного пункту Малеме на західному краю острову, де розміщувалися берегові батареї англійців та греків, котрі загрожували висадці морського десанту у цьому секторі. Німецькі десантники вели запеклі бої з 22-м новозеландським батальйоном 5-ї піхотної бригади та іншими союзними військами під командуванням бригадира Едварда Путтіка. Першого ж дня, командир батальйону отримав поранення у голову, проте його парашутисти спромоглися захопити висоту 107, що панувала в зоні висадки.
Після Критської десантної операції майор Кох бився на Східному фронтові. 20 квітня 1942 отримав чергове звання оберст-лейтенант. У листопаді 1942 призначений командиром 5-го парашутного полку і перекинутий до Північної Африки, де разом з військами парашутної бригади Рамке та 21-м парашутним інженерним батальйоном свого товариша Р.Вітціга, бився у Туніській кампанії.

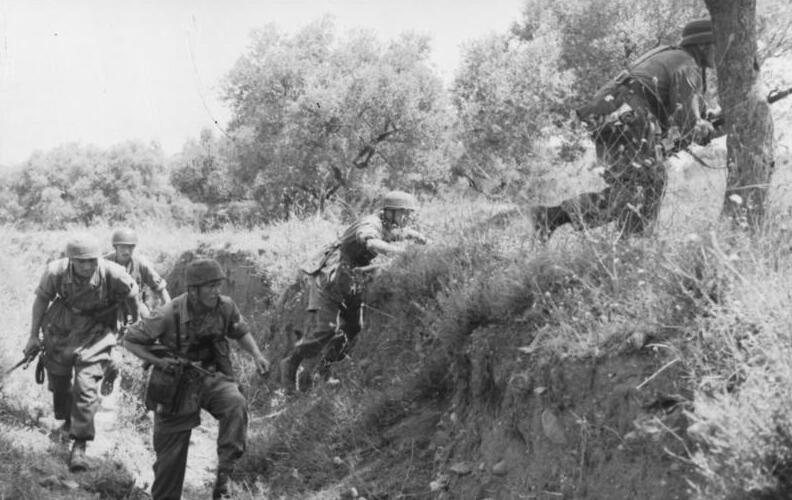
Німецькі парашутисти в боях на грецькому острові Крит. Операція «Меркурій». Травень 1940

Через два тижня в боях у Північній Африці за Деп'єнський аеродром, що знаходився на відстані 53 км південно-західніше Тунісу, полк В.Коха зіткнувся у сутичці з 2-м парашутним батальйоном британського парашутного полку під командуванням підполковника Джона Фроста. Британський офіцер залишив під охороною одного взводу своїх поранених солдатів, у той час, як вів бойові дії за опанування важливими цілями. У швидкоплинній бійці німецькі парашутисти захопили в полон британських десантників. В.Кох віддав наказ надати необхідну медичну допомогу воякам противника, а також забезпечити їх водою та їжею, навіть цигарками, перед тим, як передати їх німецько-італійському підрозділу, що вийшов до району ведення бою десантників.
Випадково, командир полку, разом з командиром I-го батальйону гауптманом Гансом Юнгвіртом повернулися на місце, де перебували полонені, й побачили, що німецький піхотний командир віддав наказ італійцям розстріляти усіх британських військовополонених, зокрема поранених. Після жарких дебатів з іншими німецькими офіцерами, що наполягали на безумовному виконанні наказу фюрера про страту без суду та слідства усіх захоплених парашутистів та спецназівців, Коху вдалося забрати захоплених у полон та забезпечити їх транспортування до табору військовополонених в Італії.
Незабаром після цього випадку, оберст-лейтенант В.Кох отримав друге поранення голови і був відправлений до Німеччини на лікування. Після завершення вилікування офіцер проходив курс реабілітації та перебував тимчасово в резерві фюрера.
У жовтні 1943 року, за офіційною версією, Вальтер Кох потрапив у автомобільну аварію й отримав важкі травми, від яких помер 23 жовтня 1943. Водночас, товариші офіцера по полку вірили, що ніякого ДТП не було, і що сміливого та чесного офіцера ліквідували поплічники спецпідрозділу RSHA через публічну відмову десантника виконувати наказ фюрера про страту ворожих диверсантів і парашутистів, захоплених у полон, так званого Kommandobefehl.

## Нагороди
- Нагрудний знак пілота
- Медаль «За вислугу років у Вермахті» 4-го класу (4 роки)
- Знак парашутиста Німеччини
- Залізний хрест 2-го і 1-го класу (травень 1940)
- Лицарський хрест Залізного хреста (10 травня 1940)
- Нарукавна стрічка «Крит»
- Відзначений у Вермахтберіхт (9 червня 1941)
- Медаль «За зимову кампанію на Сході 1941/42»
- Нагрудний знак люфтваффе «За наземний бій»
- Нарукавна стрічка «Африка»
- Нагрудний знак «За поранення» в сріблі
- Німецький хрест в золоті (31 березня 1943)

## Відео
- German Paratroopers Fallschrimjager Assault Batallion Koch